# Brissarthe
Brissarthe és un municipi francès situat al departament de Maine i Loira i a la regió de País del Loira. L'any 2007 tenia 608 habitants.

## Demografia

### Població
El 2007 la població de fet de Brissarthe era de 608 persones. Hi havia 249 famílies de les quals 59 eren unipersonals (16 homes vivint sols i 43 dones vivint soles), 95 parelles sense fills, 75 parelles amb fills i 20 famílies monoparentals amb fills.
La població ha evolucionat segons el següent gràfic:
Habitants censats

### Habitatges
El 2007 hi havia 326 habitatges, 245 eren l'habitatge principal de la família, 46 eren segones residències i 34 estaven desocupats. 313 eren cases i 5 eren apartaments. Dels 245 habitatges principals, 185 estaven ocupats pels seus propietaris, 51 estaven llogats i ocupats pels llogaters i 9 estaven cedits a títol gratuït; 4 tenien una cambra, 17 en tenien dues, 51 en tenien tres, 55 en tenien quatre i 118 en tenien cinc o més. 172 habitatges disposaven pel capbaix d'una plaça de pàrquing. A 119 habitatges hi havia un automòbil i a 108 n'hi havia dos o més.

### Piràmide de població
La piràmide de població per edats i sexe el 2009 era:
| Homes | Edats   | Dones |
| ----- | ------- | ----- |
| 0     | 95 o +  | 0     |
| 4     | 90 a 94 | 0     |
| 0     | 85 a 89 | 12    |
| 0     | 80 a 84 | 8     |
| 12    | 75 a 79 | 0     |
| 24    | 70 a 74 | 20    |
| 16    | 65 a 69 | 16    |
| 12    | 60 a 64 | 24    |
| 28    | 55 a 59 | 12    |
| 8     | 50 a 54 | 16    |
| 20    | 45 a 49 | 0     |
| 28    | 40 a 44 | 32    |
| 12    | 35 a 39 | 16    |
| 16    | 30 a 34 | 16    |
| 8     | 25 a 29 | 16    |
| 8     | 20 a 24 | 12    |
| 24    | 15 a 19 | 28    |
| 36    | 10 a 14 | 12    |
| 28    | 5 a 9   | 24    |
| 8     | 0 a 4   | 4     |

## Economia
El 2007 la població en edat de treballar era de 373 persones, 275 eren actives i 98 eren inactives. De les 275 persones actives 255 estaven ocupades (126 homes i 129 dones) i 20 estaven aturades (10 homes i 10 dones). De les 98 persones inactives 46 estaven jubilades, 29 estaven estudiant i 23 estaven classificades com a «altres inactius».

### Ingressos
El 2009 a Brissarthe hi havia 254 unitats fiscals que integraven 644 persones, la mediana anual d'ingressos fiscals per persona era de 16.592 €.

### Activitats econòmiques
Dels 22 establiments que hi havia el 2007, 11 eren d'empreses de construcció, 1 d'una empresa de comerç i reparació d'automòbils, 2 d'empreses de transport, 1 d'una empresa d'hostatgeria i restauració, 1 d'una empresa financera, 1 d'una empresa immobiliària, 3 d'empreses de serveis i 2 d'entitats de l'administració pública.
Dels 13 establiments de servei als particulars que hi havia el 2009, 2 eren paletes, 5 guixaires pintors, 1 fusteria, 3 lampisteries, 1 restaurant i 1 agència immobiliària.
L'any 2000 a Brissarthe hi havia 26 explotacions agrícoles que ocupaven un total de 910 hectàrees.

## Equipaments sanitaris i escolars
El 2009 hi havia una escola elemental.

## Poblacions més properes
El següent diagrama mostra les poblacions més properes.